# Premios Pétalo
Los Premios Pétalo de Cosmopolitan Televisión se entregan a las personas más relevantes del cine, las artes, el deporte, la moda y la televisión de España. El primer y único canal español dirigido a las mujeres creó sus galardones en 2007. Cada año, la ceremonia de entrega de los Premios Pétalo se enmarca dentro de la Gran Fiesta de las Flores, en la que se reúnen algunos de los rostros más conocidos de España. 

## Galardonados

### 2011
- Inma Cuesta (Premio Pétalo Mejor actriz 2011)
- Natasha Yarovenko (Premio Pétalo Mejor actriz revelación 2011)
- Félix Gómez (Premio Pétalo Mejor actor 2011)
- Cayetana Guillén Cuervo (Premio Pétalo Mejor presentadora 2011)
- Paula Echevarría (Premio Pétalo Mujer del año 2011)
- Silvia Alonso (Premio Pétalo Rostro televisivo 2011)
- Russian Red (Premio Pétalo Mejor artista 2011)[1]

### 2010
- Blanca Portillo (Premio Pétalo a la Mejor Actriz 2010)
- Blanca Suárez (Premio Pétalo al Rostro Revelación 2010)
- Rodolfo Sancho (Premio Pétalo al Mejor Actor 2010)
- Christian Gálvez (Premio Pétalo al Mejor Presentador 2010)
- Nacho Duato (Premio Pétalo de las Artes 2010)
- Gemma Mengual (Premio Pétalo del Deporte 2010)
- Marlango (Premio Pétalo de la Música 2010)[2]

### 2008
- Eva González (Premio Pétalo a la Mejor Presentadora 2008)
- Bimba Bosé (Premio Pétalo a la Mujer del Año 2008)
- Bárbara Goenaga (Premio Pétalo a la Mejor Actriz 2008)
- Miguel Ángel Silvestre (Premio Pétalo al Mejor Actor 2008)
- Rosario Flores (Premio Pétalo de la Música 2008)[3]

### 2007
- Marta Sánchez (Premio Pétalo a la Mejor Artista 2007)
- María Valverde (Premio Pétalo a la Actriz Revelación 2007)
- Hugo Silva (Premio Pétalo al Mejor Actor 2007)
- Patricia Conde (Premio Pétalo a la Mejor Presentadora 2007)
- Almudena Fernández (Premio Pétalo a la Mejor Modelo 2007)[4]